# Wes Brown (futbolista)
Wesley Michael Brown (Mánchester, Inglaterra, 13 de octubre de 1979), o simplemente conocido como Wes Brown, es un exfutbolista inglés que jugaba como defensa central. Jugó para la selección inglesa durante más de una década.

## Trayectoria

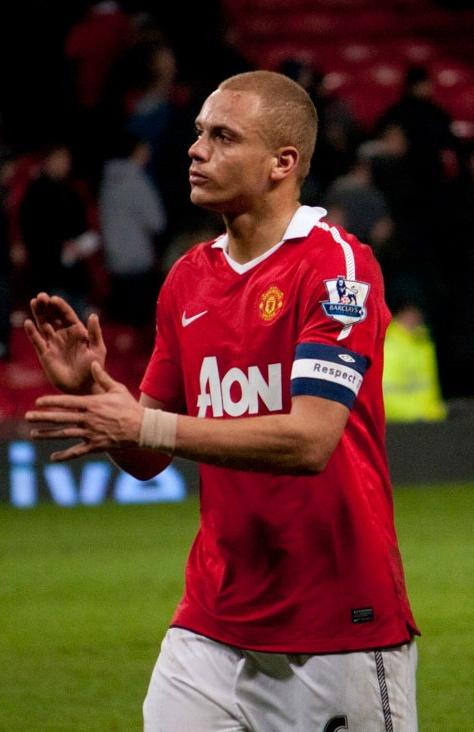
Wes Brown jugando para el Manchester United en 2011.

Brown comenzó su carrera en el Manchester United, se unió a la academia del club a la edad de 12 años en 1992. Después de convertirse en profesional en 1996, debutó como mayor en 1998 y se convirtió en un jugador semi-regular del primer equipo durante la temporada 1998-99, cuando el club ganó el Triplete. Después de un hiato de un año debido a una lesión, Brown se convirtió en un habitual en el primer equipo desde 2000 en adelante. Durante los siguientes ocho años, ganó numerosos honores, incluyendo seis títulos más de la Premier League, una FA Cup, una League Cup y otra Champions League. El extécnico del United, Sir Alex Ferguson, ha declarado que Brown es "sin dudas el mejor defensor natural que este club ha tenido durante años". Después de 15 años con el Manchester United, a Brown se le permitió partir hacia el Sunderland.
Brown fue convocado por primera vez con Inglaterra en 1999 y fue seleccionado para jugar en el Mundial de 2002. Jugó en la fase de clasificación para la Eurocopa de 2008, pero Inglaterra no pudo avanzar a la fase final. Marcó su primer gol internacional en 2008 contra la República Checa. Brown anunció su retiro del fútbol internacional el 8 de agosto de 2010, apenas un día después de ser convocado por Fabio Capello para jugar un amistoso.

## Selección nacional
Ha sido internacional con la selección de fútbol de Inglaterra en 23 ocasiones y ha marcado un gol con la selección inglesa.

### Participaciones en Copas del Mundo
| Copa              | Sede                | Resultado        | Partidos | Goles |
| ----------------- | ------------------- | ---------------- | -------- | ----- |
| Copa Mundial 2002 | Corea del Sur Japón | Cuartos de final | 0        | 0     |

## Estadísticas

### Clubes
| Club | Div.          | Temporada     | Liga  | Liga  | FA Cup | FA Cup | Copa de la Liga | Copa de la Liga | Torneos internacionales(1) | Torneos internacionales(1) | Otros(2) | Otros(2) | Total | Total |
| Club | Div.          | Temporada     | Part. | Goles | Part.  | Goles  | Part.           | Goles           | Part.                      | Goles                      | Part.    | Goles    | Part. | Goles |
| --- | ------------- | ------------- | ----- | ----- | ------ | ------ | --------------- | --------------- | -------------------------- | -------------------------- | -------- | -------- | ----- | ----- |
| Manchester United F. C. Inglaterra | 1.ª           | 1997-98       | 2     | 0     | 0      | 0      | 0               | 0               | 0                          | 0                          | 0        | 0        | 2     | 0     |
| Manchester United F. C. Inglaterra | 1.ª           | 1998-99       | 14    | 0     | 2      | 0      | 1               | 0               | 4                          | 0                          | 0        | 0        | 21    | 0     |
| Manchester United F. C. Inglaterra | 1.ª           | 1999-00       | 0     | 0     | —      | —      | 0               | 0               | 0                          | 0                          | 0        | 0        | 0     | 0     |
| Manchester United F. C. Inglaterra | 1.ª           | 2000-01       | 28    | 0     | 1      | 0      | 1               | 0               | 11                         | 0                          | 0        | 0        | 41    | 0     |
| Manchester United F. C. Inglaterra | 1.ª           | 2001-02       | 17    | 0     | 0      | 0      | 0               | 0               | 7                          | 0                          | 0        | 0        | 24    | 0     |
| Manchester United F. C. Inglaterra | 1.ª           | 2002-03       | 22    | 0     | 2      | 0      | 5               | 0               | 6                          | 1                          | 0        | 0        | 35    | 1     |
| Manchester United F. C. Inglaterra | 1.ª           | 2003-04       | 17    | 0     | 6      | 0      | 0               | 0               | 2                          | 0                          | 0        | 0        | 25    | 0     |
| Manchester United F. C. Inglaterra | 1.ª           | 2004-05       | 21    | 1     | 6      | 0      | 3               | 0               | 7                          | 0                          | 0        | 0        | 37    | 1     |
| Manchester United F. C. Inglaterra | 1.ª           | 2005-06       | 19    | 0     | 4      | 0      | 5               | 0               | 3                          | 0                          | 0        | 0        | 31    | 0     |
| Manchester United F. C. Inglaterra | 1.ª           | 2006-07       | 22    | 0     | 6      | 0      | 2               | 0               | 7                          | 0                          | 0        | 0        | 37    | 0     |
| Manchester United F. C. Inglaterra | 1.ª           | 2007-08       | 36    | 1     | 4      | 0      | 1               | 0               | 10                         | 0                          | 1        | 0        | 52    | 1     |
| Manchester United F. C. Inglaterra | 1.ª           | 2008-09       | 8     | 1     | 0      | 0      | 1               | 0               | 2                          | 0                          | 2        | 0        | 13    | 1     |
| Manchester United F. C. Inglaterra | 1.ª           | 2009-10       | 19    | 0     | 1      | 0      | 5               | 0               | 4                          | 0                          | 0        | 0        | 29    | 0     |
| Manchester United F. C. Inglaterra | 1.ª           | 2010-11       | 7     | 0     | 3      | 1      | 3               | 0               | 2                          | 0                          | 0        | 0        | 15    | 1     |
| Manchester United F. C. Inglaterra | Total club    | Total club    | 232   | 3     | 35     | 1      | 27              | 0               | 65                         | 1                          | 3        | 0        | 362   | 5     |
| Sunderland A. F. C. Inglaterra | 1.ª           | 2011-12       | 20    | 1     | 1      | 0      | 1               | 0               | —                          | —                          | —        | —        | 22    | 1     |
| Sunderland A. F. C. Inglaterra | 1.ª           | 2012-13       | 0     | 0     | 0      | 0      | 0               | 0               | —                          | —                          | —        | —        | 0     | 0     |
| Sunderland A. F. C. Inglaterra | 1.ª           | 2013-14       | 25    | 0     | 1      | 0      | 5               | 0               | —                          | —                          | —        | —        | 31    | 0     |
| Sunderland A. F. C. Inglaterra | 1.ª           | 2014-15       | 25    | 0     | 2      | 0      | 1               | 0               | —                          | —                          | —        | —        | 28    | 0     |
| Sunderland A. F. C. Inglaterra | 1.ª           | 2015-16       | 6     | 0     | 0      | 0      | 0               | 0               | —                          | —                          | —        | —        | 6     | 0     |
| Sunderland A. F. C. Inglaterra | Total club    | Total club    | 76    | 1     | 4      | 0      | 7               | 0               | —                          | —                          | —        | —        | 87    | 1     |
| Blackburn Rovers F. C. Inglaterra | 2.ª           | 2016-17       | 5     | 1     | 1      | 0      | 0               | 0               | —                          | —                          | —        | —        | 6     | 1     |
| Kerala Blasters F. C. India | 1.ª           | 2017-18       | 14    | 1     | —      | —      | —               | —               | —                          | —                          | 1        | 0        | 15    | 1     |
| Total carrera | Total carrera | Total carrera | 327   | 6     | 40     | 1      | 34              | 0               | 65                         | 1                          | 4        | 0        | 470   | 8     |
| (1) Incluye datos de la Liga de Campeones de la UEFA (1998-11). (2) Incluye datos de la Community Shield (2007-08), Supercopa de Europa (1999-08), Copa Intercontinental (1999), Copa Mundial de Clubes de la FIFA (2008) y Super Copa India (2017-18). |               |               |       |       |        |        |                 |                 |                            |                            |          |          |       |       |

## Palmarés

### Campeonatos nacionales
| Título           | Club                    | País       | Año  |
| ---------------- | ----------------------- | ---------- | ---- |
| Premier League   | Manchester United F. C. | Inglaterra | 1999 |
| FA Cup           | Manchester United F. C. | Inglaterra | 1999 |
| Premier League   | Manchester United F. C. | Inglaterra | 2000 |
| Premier League   | Manchester United F. C. | Inglaterra | 2001 |
| Premier League   | Manchester United F. C. | Inglaterra | 2003 |
| Community Shield | Manchester United F. C. | Inglaterra | 2003 |
| FA Cup           | Manchester United F. C. | Inglaterra | 2004 |
| Copa de la Liga  | Manchester United F. C. | Inglaterra | 2006 |
| Premier League   | Manchester United F. C. | Inglaterra | 2007 |
| Community Shield | Manchester United F. C. | Inglaterra | 2007 |
| Premier League   | Manchester United F. C. | Inglaterra | 2008 |
| Community Shield | Manchester United F. C. | Inglaterra | 2008 |
| Copa de la Liga  | Manchester United F. C. | Inglaterra | 2009 |
| Premier League   | Manchester United F. C. | Inglaterra | 2009 |
| Copa de la Liga  | Manchester United F. C. | Inglaterra | 2010 |
| Community Shield | Manchester United F. C. | Inglaterra | 2010 |

### Campeonatos internacionales
| Título                 | Club                    | Sede      | Año  |
| ---------------------- | ----------------------- | --------- | ---- |
| Liga de Campeones      | Manchester United F. C. | Barcelona | 1999 |
| Copa Intercontinental  | Manchester United F. C. | Tokio     | 1999 |
| Liga de Campeones      | Manchester United F. C. | Moscú     | 2008 |
| Copa Mundial de Clubes | Manchester United F. C. | Yokohama  | 2008 |

### Distinciones individuales
| Distinción                                         | Año        |
| -------------------------------------------------- | ---------- |
| Premio Jimmy Murphy al Mejor Jugador Joven del Año | 1998, 1999 |
| PFA Team of the Year                               | 2001       |